# Parc national de Kushiro Shitsugen
Le parc national de Kushiro Shitsugen (釧路湿原国立公園, Kushiro Shitsugen Kokuritsu Kōen) est un parc national japonais situé sur l'île d'Hokkaidō. Le parc a été fondé en 1987 et couvre une surface de 287,88 km2.
La zone du parc a été déclarée site Ramsar le 17 juin 1980.

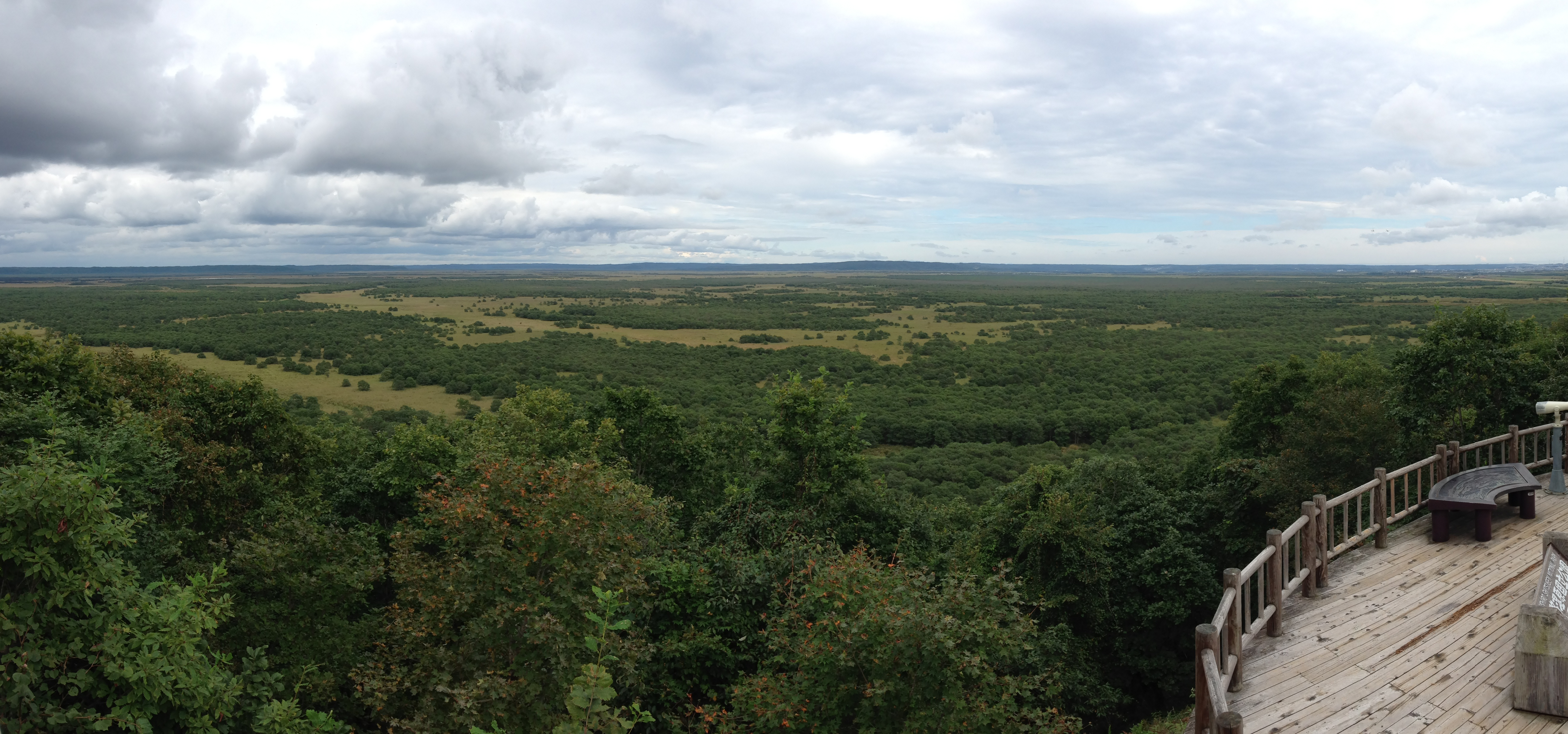
Une vue panoramique du marais de Kushiro, septembre 2014